# Heinz Töpfer

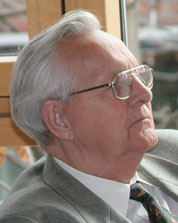
Heinz Töpfer (2004)

Heinz Töpfer (* 5. Juni 1930 in Neudobra; † 11. Februar 2009 in Dresden) war ein deutscher Ingenieur und Professor für Regelungs-, Steuerungs- und Automatisierungstechnik.

## Leben
Jugend und Ausbildung
Heinz Töpfer war Sohn einer Handwerkerfamilie. Nach dem Besuch der 8-klassigen Volksschule erlernte er den Beruf des Feinmechanikers beim Traditionsunternehmen Herrmann Robert Reiss, Liebenwerda, in der DDR-Zeit ein volkseigener Betrieb. 1948 begann Töpfer ein Studium an den Technischen Lehranstalten Dresden, Sektor Ingenieurschule für Feinmechanik, die 1986 in die TU Dresden integriert wurde. Nach Abschluss des ersten Studiums begann er ein weiteres Studium an der damaligen Technischen Hochschule Dresden in der Fakultät Maschinenwesen, Fachrichtung Feinmechanik/Getriebelehre; sein engster Studienfreund war Gerhard Merkel. Als Arbeiterkind eingestuft, erhielt Töpfer an der TH ein Stipendium und im Studium allseitig Unterstützung. 1955 erwarb er den akademischen Grad Diplom-Ingenieur (Dipl.-Ing.). Neben dem Studium hat er bei Kurt Koloc auf dem Gebiet der Plasteverarbeitung und in der Industrie zusammen mit Siegfried Hildebrand an ingenieurtechnischen Aufgaben gearbeitet.
Forscher, Entwickler, Hochschullehrer und Industriemanager
1956 und 1957 war Töpfer Wissenschaftlicher Assistent bei Heinrich Kindler am Institut für Regelungstechnik, Fakultät für Elektrotechnik der Technischen Hochschule Dresden. Im Jahre 1957 wurde durch die Deutsche Akademie der Wissenschaften (DAW) zu Berlin (später Akademie der Wissenschaften der DDR, AdW) eine Arbeitsstelle für „Regelungs- und Steuerungstechnik“ in Dresden gegründet (Leiter: Heinrich Kindler). So entstand eine neue Akademie-Struktureinheit mit den drei Abteilungen „Elektrische Regelungssysteme“ (Leiter: Karl Reinisch), „Schaltsysteme“ (Leiter: Siegfried Pilz) und „Nichtelektrische Regelungssysteme“ (Leiter: Heinz Töpfer).

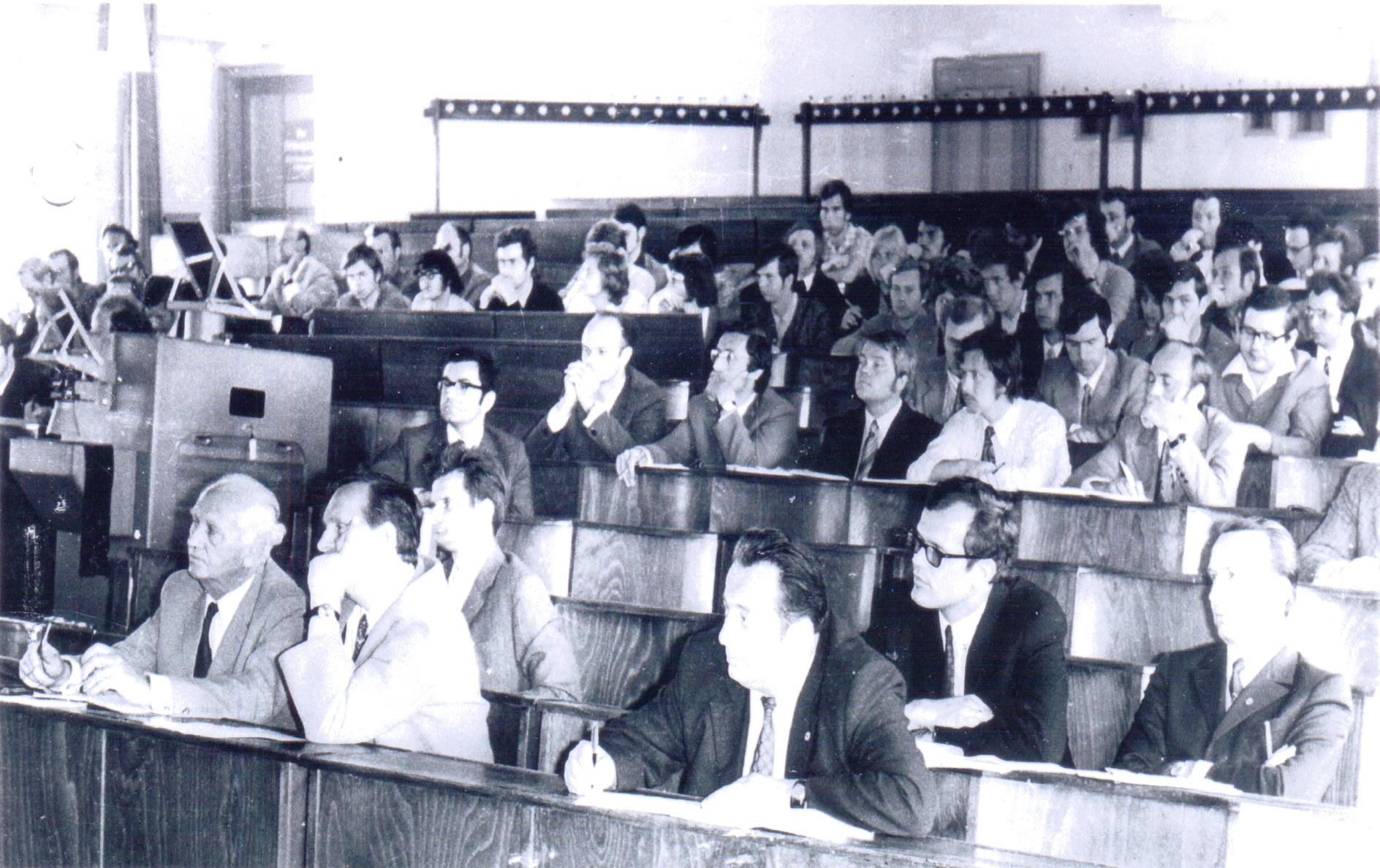
Heinrich Wilhelmi, Heinz Töpfer, Siegfried Rudert an der TH Magdeburg bei einer öffentlichen wissenschaftlichen Veranstaltung im Jahre 1973 (1. Reihe, von links)

Von 1958 bis 1967 war Töpfer hier zugleich Abteilungsleiter und Stellvertreter des Direktors Kindler der in den Institutsstatus erhobenen Akademieeinrichtung. Im Jahre 1963 promovierte er an der Technischen Universität Dresden bei Heinrich Kindler. Von 1967 bis 1978 wurde Töpfer an die TH Magdeburg für das Fachgebiet Regelungstechnik berufen: zunächst 1961 als Lehrbeauftragter, 1963 als Dozent und seit 1967 als Professor im Institut für Regelungstechnik (Direktor: Heinrich Wilhelmi), 1969 dann als Professor mit Lehrstuhl für Regelungstechnik. Neben seiner Forschungs- und Lehrtätigkeit wirkte er von 1968 bis 1972 als Gründungsdirektor der Sektion „Technische Kybernetik und Elektrotechnik“, danach als Leiter des Wissenschaftsbereiches „Regelungstechnik und Prozesssteuerung“ sowie der Fachrichtung „Technische Kybernetik und Automatisierungstechnik“. Ab 1972 bis zu seinem Ausscheiden aus der TH Magdeburg im Jahre 1978 war er Mitglied des Senats. Als sein Nachfolger auf dem Lehrstuhl für Regelungstechnik wurde sein akademischer Schüler Ulrich Korn zum September 1978 berufen, die Leitung des Wissenschaftsbereiches wurde zeitgleich an Siegfried Rudert übertragen.
Im Zusammenhang mit seinen Tätigkeiten im Akademie-, Industrie- und Hochschulbereich sind auch seine weltweiten Kontakte zu sehen sowie insbesondere auch seine Beziehungen zu Fachkollegen in der Bundesrepublik. Letztere gehen auf die ersten Institutsgründungen für Regelungstechnik im deutschsprachigen Raum zurück: 1955 an der TH Dresden durch Heinrich Kindler, 1956 an der TH Darmstadt durch Winfried Oppelt und 1957 an der RWTH Aachen durch Otto Schäfer. Winfried Oppelt und Heinrich Kindler hatten sich erfolgreich darum bemüht, trotz der wachsenden politischen Beschränkungen fachliche Verbindungen und auch persönliche Kontakte zu pflegen (sichtbar auch am Ehrendoktor für Kindler an der TH Darmstadt). Diese Kontakte wurden von deren akademischen Schülern in West und Ost fortgesetzt, so dass sich besonders gute Beziehungen entwickelten zwischen den späteren Professuren von Manfred Thoma (Hannover), Günther Schmidt (München), Franz Mesch (Karlsruhe), Karl Reinisch (Ilmenau), Hans-Joachim Zander (Dresden), Heinz Töpfer (Magdeburg, Dresden) und andere.

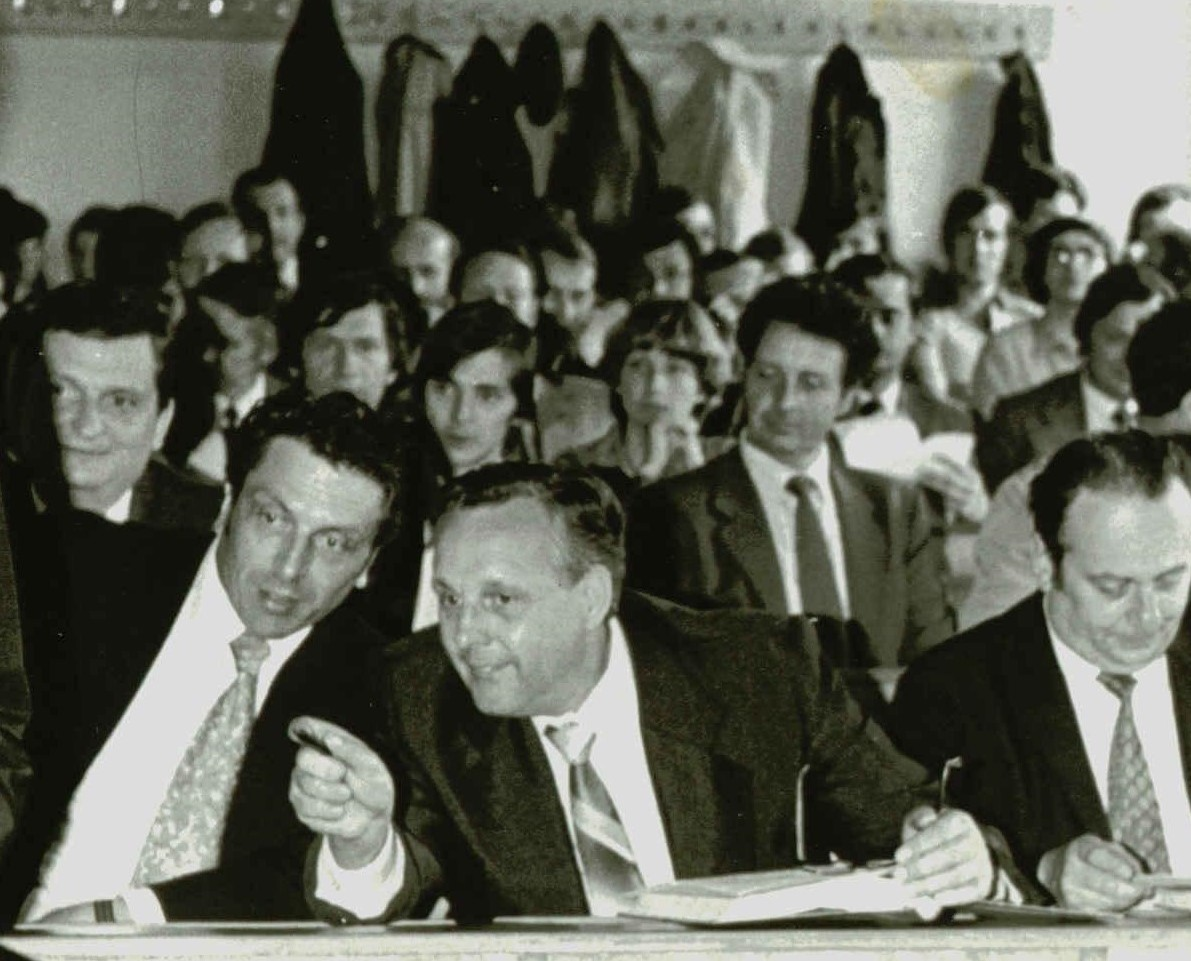
Heinz Töpfer (Mitte), Werner Kriesel (li.), Siegfried Rudert (re.) an der TH Magdeburg: Promotionsverteidigung Eckehard Reimann, 2. Reihe links (1980)

Im Jahre 1971 wurde ihm von der Deutschen Akademie der Wissenschaften im Zuge der Akademiereform angeboten, das Amt des Direktors des Dresdner Instituts für „Regelungs- und Steuerungstechnik“ zu übernehmen. Seiner Bitte an den Minister für Hoch- und Fachschulwesen der DDR, ihn dafür von seinen Aufgaben an der TH Magdeburg zu entbinden, wurde jedoch nicht entsprochen. 1978 wurde Töpfer schließlich als Nachfolger auf dem Lehrstuhl von Heinrich Kindler und als Leiter des Wissenschaftsbereiches „Regelungstechnik und Prozesssteuerung“ an die Technische Universität Dresden umberufen und ab 1982 zum Mitglied des Senats der Universität bestellt.
Er widmete sich in Forschung und Lehre der rechnergestützten Projektierung von Automatisierungsanlagen unter Einsatz von Prozessrechnern und setzte sich für die Schaffung einer modernen gerätetechnischen Basis für Lehre und Forschung ein. So entstand als Ergänzung zum bestehenden Laborpraktikum Regelungstechnik ein modernes Gerätezentrum Automatisierungstechnik, in dem auf der Basis einer halbindustriellen Versuchsanlage erweiterte und praxisnahe Laborpraktika durchgeführt werden konnten. Außerdem wurden ein Laborpraktikum Steuerung diskreter Prozesse auf der Basis von VPS und SPS sowie ein Roboterlabor für Lehre und Forschung geschaffen (Hans-Joachim Zander). Mit der Modellierung und Automatisierung von verfahrenstechnischen Prozessen in der Galvano- und Oberflächentechnik kreierte er ein neues Forschungsfeld.
Nach der deutschen Wiedervereinigung am 3. Oktober 1990 wurden in den Universitäten der Neuen Bundesländer Arbeitsweise und Strukturen an die in Westdeutschland praktizierten angepasst, was zu strukturellen und zu personellen Änderungen im Professorenkollegium führte. Töpfer wirkte an den Maßnahmen zur Neustrukturierung als Gründungsdekan der Fakultät für Elektrotechnik und als Senatsmitglied maßgeblich mit. Er schied auf eigenen Wunsch als Mitglied des Wissenschaftsrates der Bundesrepublik, zu dem er berufen worden war, aus.
1990 gründete er gemeinsam mit Albert Jugel die Firma ADG Automatisierung Dresden GmbH. Arbeitsschwerpunkte dieser Firma waren und sind der Entwurf sowie die Planung und Inbetriebnahme von Automatisierungslösungen, später die Entwicklung rechnergesteuerter und weitgehend automatisierter Prüfstände für Erzeugnisprüfungen.
Nach dem Abschied von der Universität war er für die Bürkert GmbH und Co. KG Ingelfingen tätig und schuf eine entwicklungsorientierte Niederlassung der Firma Bürkert im Dresdner Raum. Bis 1996 leitete Töpfer diese Entwicklungsstelle und wirkte dann als wissenschaftlicher Berater bei der Firma Bürkert. Er brachte Förderprojekte zum Laufen und gab Impulse zur Entwicklung eines Piezoventils, eines modularen Konzepts für Kleinventile, eines Low-Power-Magnetventils, eines Lamellenventils, eines feldbusfähigen Positioners und eines neuartigen Stellungsreglers sowie eines Gassensors. Über diese Arbeiten zur Ventil- und Stelltechnik für die Informationsnutzung reaktivierte er auch seine langjährigen Kontakte zur Firma FESTO, die in der Ventiltechnik für die Pneumatik eine lange Tradition besitzt. 2006 trat er mit 76 Jahren in den Ruhestand.

## Wirken
Ergebnisse seiner Grundlagenforschungsarbeiten waren in zeitlicher Folge:
- Beiträge zu wissenschaftlichen Grundlagen für die Modellbildung, Berechnung und Entwicklung analoger und binärer fluidischer Elemente der Informationsverarbeitung, -erfassung und -nutzung für die Steuerungs- und Regelungstechnik.
- Grundlagen für die Modellbildung, Berechnung und Entwicklung analoger und digitaler Mittel der Informationsnutzung für Steuerungs- und Regelungszwecke auf dem Gebiet der Beeinflussung von Gas- und Stoffströmen.
- Beiträge für die Entwicklung einer Theorie zur Konzipierung und Projektierung von Automatisierungsanlagen sowie zur Synthese von Automatisierungsstrukturen.

Erfolgreich war H. Töpfer bei der Bearbeitung von Themen und Aufgaben, die zu industriellen Anwendungen führten. Beiträge in dieser Richtung:
- Gesamtkonzept und Entwicklung des pneumatischen Steuerungssystems Dresdner Logik-Bausteine (DRELOBA) für den universellen Einsatz zur Steuerung von verfahrens- und energietechnischen Prozessen sowie zur Steuerung von Maschinen, Aggregaten und Anlagen. Das System wurde im VEB Reglerwerke Dresden von 1963 bis 1987 produziert und auch von der Sunvic Regler GmbH in der Bundesrepublik Deutschland vertrieben.[2][3] Der VEB Elektroschaltgeräte Dresden (ESD) und der VEB Reglerwerk Dresden vereinigten sich 1985 zum VEB EAW Elektronik Dresden, der dem Kombinat EAW Berlin-Treptow „Friedrich Ebert“ unterstand. Der wirtschaftliche Effekt der neuen Lösungen bestand darin, dass Steuerungen, die anfangs noch mittels Relaistechnik, später mit moderneren elektronischen Lösungen funktionierten, insbesondere beim Einsatz in explosionsgefährdeten Produktions- und Fertigungsstätten abgelöst werden konnten.

- Konzeptionelle und entwicklungsvorbereitende Arbeiten für Strategien, Methoden und Mittel zur Automatisierung der experimentellen Forschung sowie der Labor- und Prüfstandsarbeit. Ergebnisse wurden genutzt bei Dieselmotorenprüfständen und Mikroklima-Laboratorien.
- Mitwirkung an der Schaffung neuer Generationen von Mikrorechner-Reglern und universell nutzbarer Entwurfshilfsmittel für die Parametrierung und Strukturierung von Reglern. Software und CAD-Entwurfshilfsmittel wurden zum Produzenten VEB Kombinat Elektroapparate-Werke Berlin überführt und von Erstanwendern der Gerätetechnik getestet, dann kommerziell vertrieben.
- Konzeptionelle und entwicklungsvorbereitende Arbeiten zur Schaffung von universellen, niveaugestuften Leitständen für die Automatisierung flexibler Fertigungssysteme in Zusammenarbeit mit dem Forschungszentrum der Werkzeugmaschinenindustrie der DDR.

Töpfer war an 20 Patenten beteiligt, die im Zeitraum 1964–1970 angemeldet wurden und sich auf das System „DRELOBA“ bezogen; nach 1990 folgten 12 weitere aus seiner Tätigkeit bei der Firma Bürkert. Die wissenschaftlichen Publikationen von Töpfer umfassen zahlreiche Arbeiten, darunter mehr als 30 in Buchform mit mehreren Auflagen. Er hat Gutachten erarbeitet zu vielen Dissertationen und Habilitationen sowie zu zahlreichen Forschungsprojekten der Automation. Aus seinem akademischen Umfeld sind als Professoren hervorgegangen: Helmut Bischoff (Dresden), Helmut Bode (Dresden), Georg Bretthauer (Freiberg i. Sa., Karlsruhe), Christian Döschner (Magdeburg), Herbert Ehrlich (Leipzig), Hans Fuchs (Berlin), Albert Jugel (Dresden), Michael Ketting (Bochum), Ladislaus Kollar (Berlin-Wartenberg), Ulrich Korn (Magdeburg), Werner Kriesel (Leipzig), Günther Liermann (Magdeburg), Peter Neumann (Magdeburg), Gunter Reinig (Bochum), Peter Rieger (Dresden), Klaus-Peter Schulze (Leipzig), Wolfgang Weller (Berlin), Wolfgang Wilhelmi (Berlin), Hans-Joachim Zander (Dresden) und andere.

## Ehrenamt und Ehrungen
Töpfer war Mitglied in Beratergremien der Regierung, so ab 1973 als Vorsitzender des Zentralen Arbeitskreises (ZAK) „Steuerungs- und Regelungstechnik“ beim Forschungsrat der DDR, zugeordnet zur Gruppe 2 „Grundlagen der Elektronik und Automatisierungstechnik“ (Leiter: Eugen-Georg Woschni). Töpfer hat auch leitend gewirkt in wissenschaftlich-technischen Räten zur Behandlung von Forschungsstrategien und Programmen (Hauptforschungsrichtungen Kybernetik und Informationstechnik, Kooperationsrat technische Kybernetik u. a.) sowie in gesellschaftlichen Organisationen, die auf fachliche Arbeit orientiert waren.
Von 1973 bis 1982 war Töpfer Vorsitzender der Wissenschaftlich-technischen Gesellschaft Mess- und Automatisierungstechnik (WGMA) in der Kammer der Technik Berlin und wurde dann zum Ehrenvorsitzenden ernannt, nachdem der Messtechniker Werner Richter das Amt übernommen hatte. Die DDR war auch in der internationalen Föderation International Federation of Automatic Control (IFAC) durch die WGMA vertreten. In der IFAC wurde Töpfer Mitglied des Technischen Komitees Components. Die Bundesrepublik ist durch die VDI/VDE-Gesellschaft Mess- und Automatisierungstechnik (GMA) in Düsseldorf und Frankfurt/Main als nationale Mitgliedsorganisation in der IFAC vertreten. Von 1984 bis 1987 wirkte der in Hannover als Professor für Regelungstechnik tätige Manfred Thoma als Präsident der IFAC und organisierte den 10. IFAC-Weltkongress 1987 in München. Zu den Fachkollegen der GMA und der IFAC unterhielt Töpfer enge Kontakte, insbesondere auch zusammen mit Karl Reinisch als WGMA-Repräsentant in der IFAC.
Auszeichnungen in der DDR
- 1964 Nationalpreis der DDR 2. Klasse für Wissenschaft und Technik
- 1972 Verdienter Techniker des Volkes
- 1974 Held der Arbeit
- 1981 Orden Banner der Arbeit Stufe 1
- 1987 Korrespondierendes Mitglied der Akademie der Wissenschaften der DDR
- 1978 Ehrennadel in Gold, verliehen von der Ingenieurorganisation der DDR, Kammer der Technik (KdT)
- 1982 Ehrenvorsitzender der Wissenschaftlich-technischen Gesellschaft Mess- und Automatisierungstechnik (WGMA) in der KdT
- 1986 Ehrenmitglied der KdT

Auszeichnungen in der Bundesrepublik Deutschland
- 1990 wurde er nach der Wiedervereinigung vom deutschen Wissenschaftsrat als Mitglied kooptiert.
- 2001 Otto-Winkler-Ehrenmedaille als höchste Auszeichnung der VDI/VDE-Gesellschaft Mess- und Automatisierungstechnik (GMA)

## Schriften (Auswahl)
- Pneumatische Bausteinsysteme der Digitaltechnik. Band 55 der Reihe Automatisierungstechnik, Verlag Technik, Berlin 1967, 2. Auflage 1973 (mit D. Schrepel und A. Schwarz).
- Kleinautomatisierung durch Geräte ohne Hilfsenergie. Band 173 der Reihe Automatisierungstechnik, Verlag Technik, Berlin 1976, 2. Auflage 1978 (mit Werner Kriesel).
- Einführung in die Automatisierungstechnik. Verlag Technik, Berlin 1976 (mit Siegfried Rudert).
- Funktionseinheiten der Automatisierungstechnik – elektrisch, pneumatisch, hydraulisch. Verlag Technik, Berlin und VDI Verlag, Düsseldorf 1977, 5. Auflage 1988 (mit Werner Kriesel), ISBN 3-341-00290-1.
- Automatisierungstechnik – Gegenwart und Zukunft. Band 200 der Reihe Automatisierungstechnik, Verlag Technik, Berlin 1982 (mit Werner Kriesel).
- Grundlagen der Automatisierungstechnik. Verlag Technik, Berlin 1987 (mit P. Besch).
- Grundlagen der Automatisierungstechnik. Carl Hanser Verlag, München 1989 (mit P. Besch).
- Ehrenpromotion für Manfred Thoma. In: Automatisierungstechnik, München. Jg. 39, 1991, H. 12, S. 303–303.
- Automatisierungstechnik aus Herstellersicht – Rückblick, Stand, Trends. Herausgegeben von H. Töpfer, veröffentlicht von der Firma Bürkert Steuer- und Regeltechnik Ingelfingen 1996.
- Heinz Töpfer (Hrsg.); A. Schwarz u. a.: Wissensspeicher Fluidtechnik. Fachbuchverlag, Leipzig 1998, ISBN 3-343-00246-1.
- J.-J. Gevatter (Hrsg.); Mitautor H. Töpfer: Automatisierungstechnik 2 – Geräte. Springer-Verlag, Berlin, Heidelberg, New York (VDI-Buch) 2000, ISBN 3-540-67085-8.
- Karl Heinz Fasol, Rudolf Lauber; Franz Mesch, Heinrich Rake, Manfred Thoma, Heinz Töpfer: Great Names and the Early Days of Control in Germany. In: Automatisierungstechnik, München. Jg. 54, Nr. 9, 2006, S. 462–472.